# Hotel Victoria w Warszawie (1868–1944)
Hotel Victoria, Wiktorja (ros. Отель Виктория) – hotel, który znajdował się przy ul. Jasnej 26 w Warszawie (do 1913 nr 8), obok pl. Zielonego. Prowadził działalność noclegową w latach 1868–1944. Zniszczony podczas II wojny światowej, po wojnie rozebrany.

## Historia i architektura
Budynek z mansardowym dachem w 1852 wybudował dla siebie architekt Piotr Frydrych. W 1866 przerobiony został na obiekt hotelowy przez spółkę Mader&Jacobi. W 1868 hotel miał 62 pokoje, centralne ogrzewanie oraz ogród letni i zimowy. Łazienki zdobiły olejne malowidła scen kąpieli dzieci będących personifikacjami pór roku pędzla Wojciecha Gersona (1893). Na początku XX wieku hotel został zmodernizowany. W latach 1939–1940 w obiekcie było 75 pokoi.
W latach 1920–1922 w budynku mieścił się konsulat łotewski, a następnie poselstwo węgierskie (1922) i ukraińskie (1922–1923).
W dniach od 1 sierpnia do 4 września 1944, tj. do zbombardowania budynku przez Luftwaffe, w hotelu kwaterował sztab komendanta Okręgu Warszawskiego Armii Krajowej, płk. Antoniego Chruściela, ps. „Monter”.
Po wojnie ruiny budynku zostały rozebrane.

## Galeria

Olejne malowidła w hotelu pędzla Wojciecha Gersona
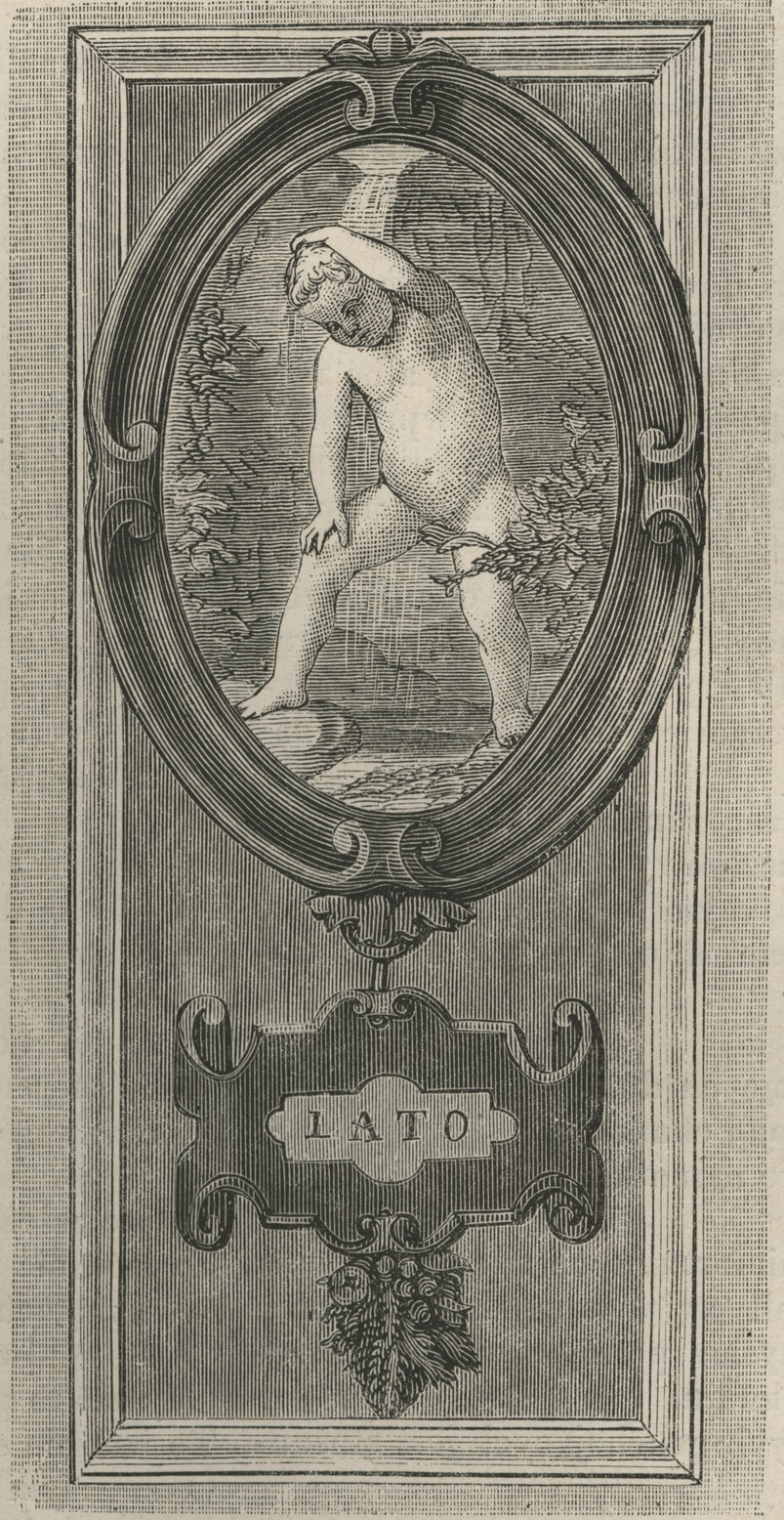
Lato
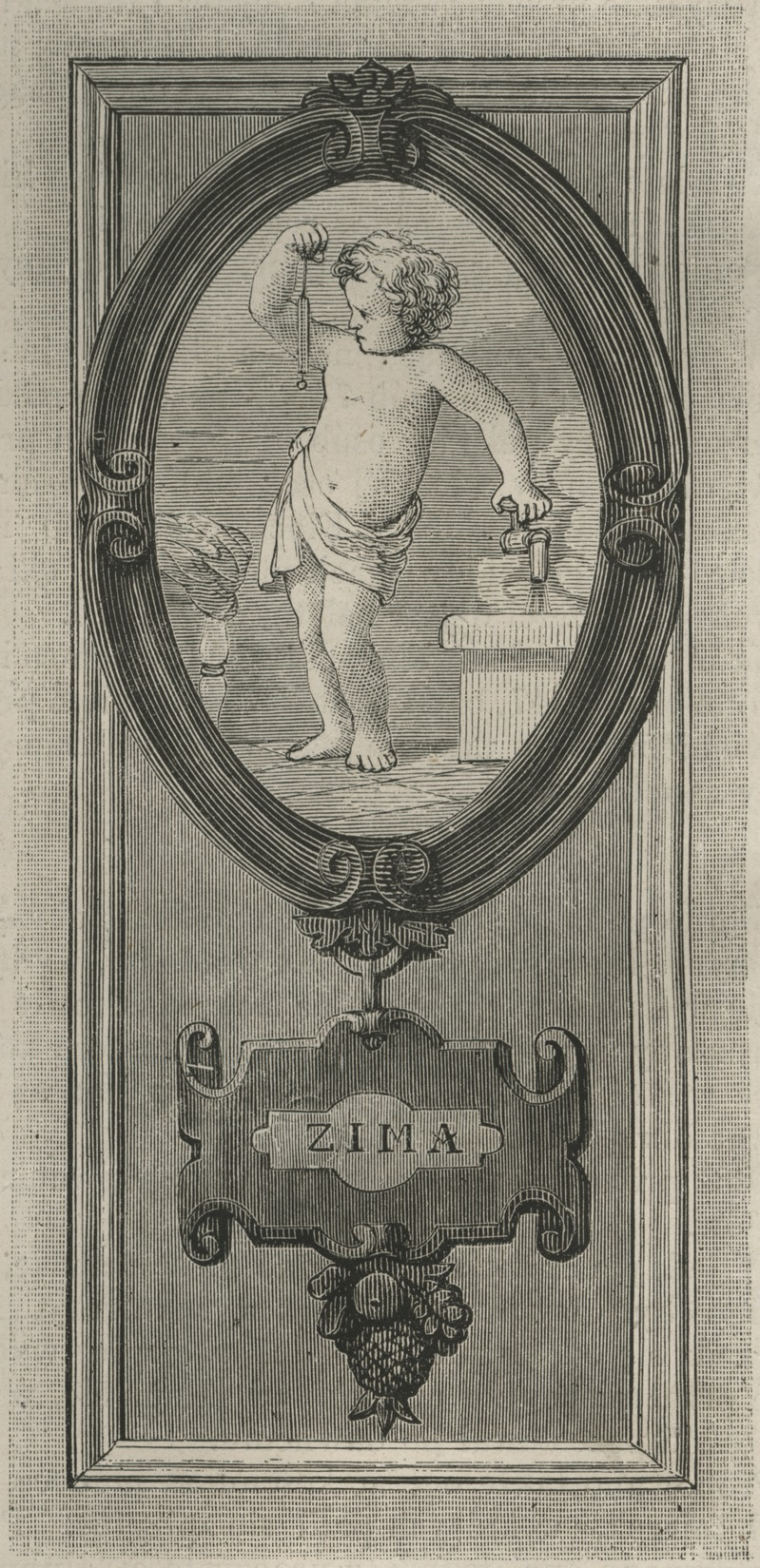
Zima
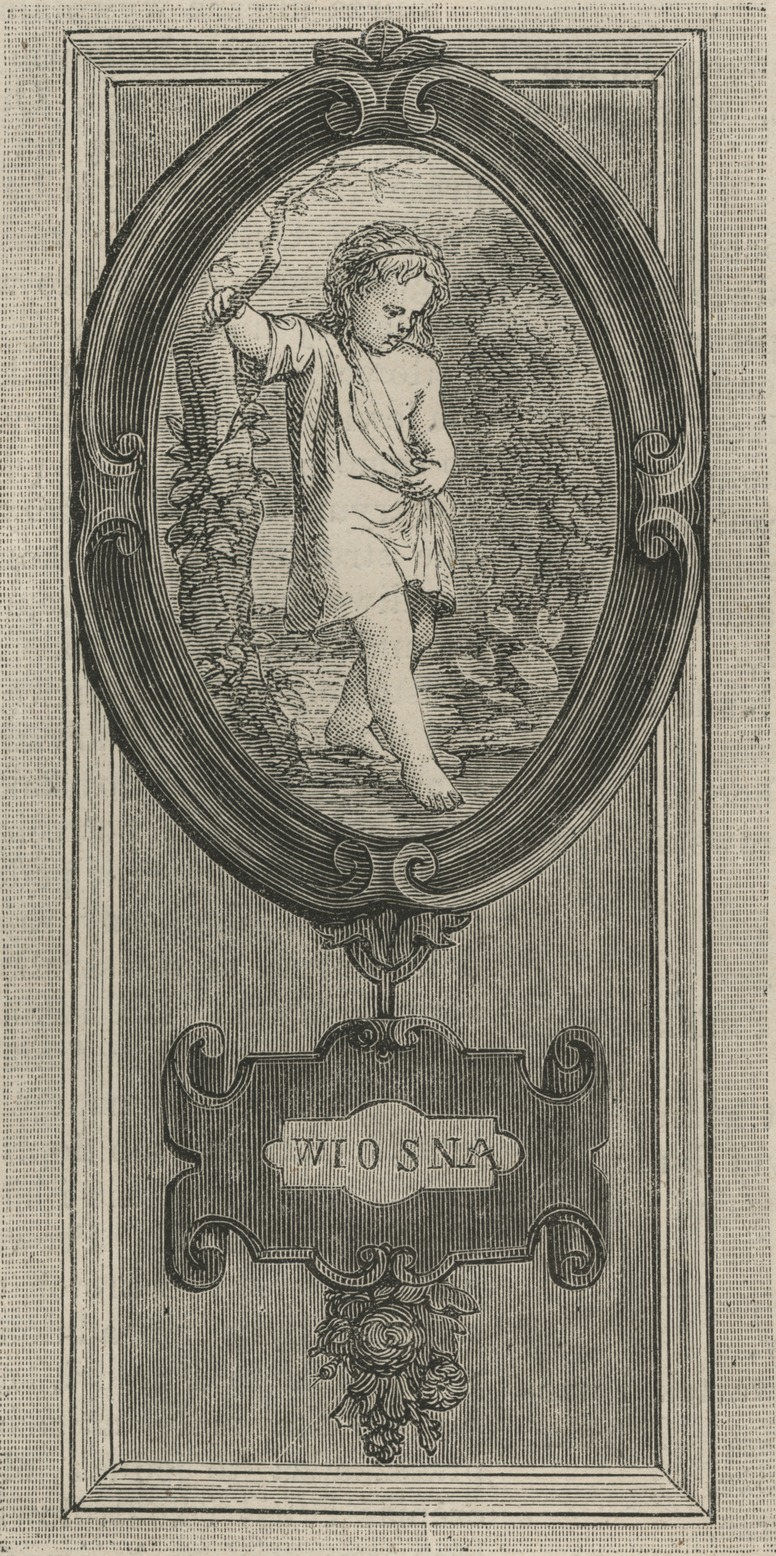
Wiosna
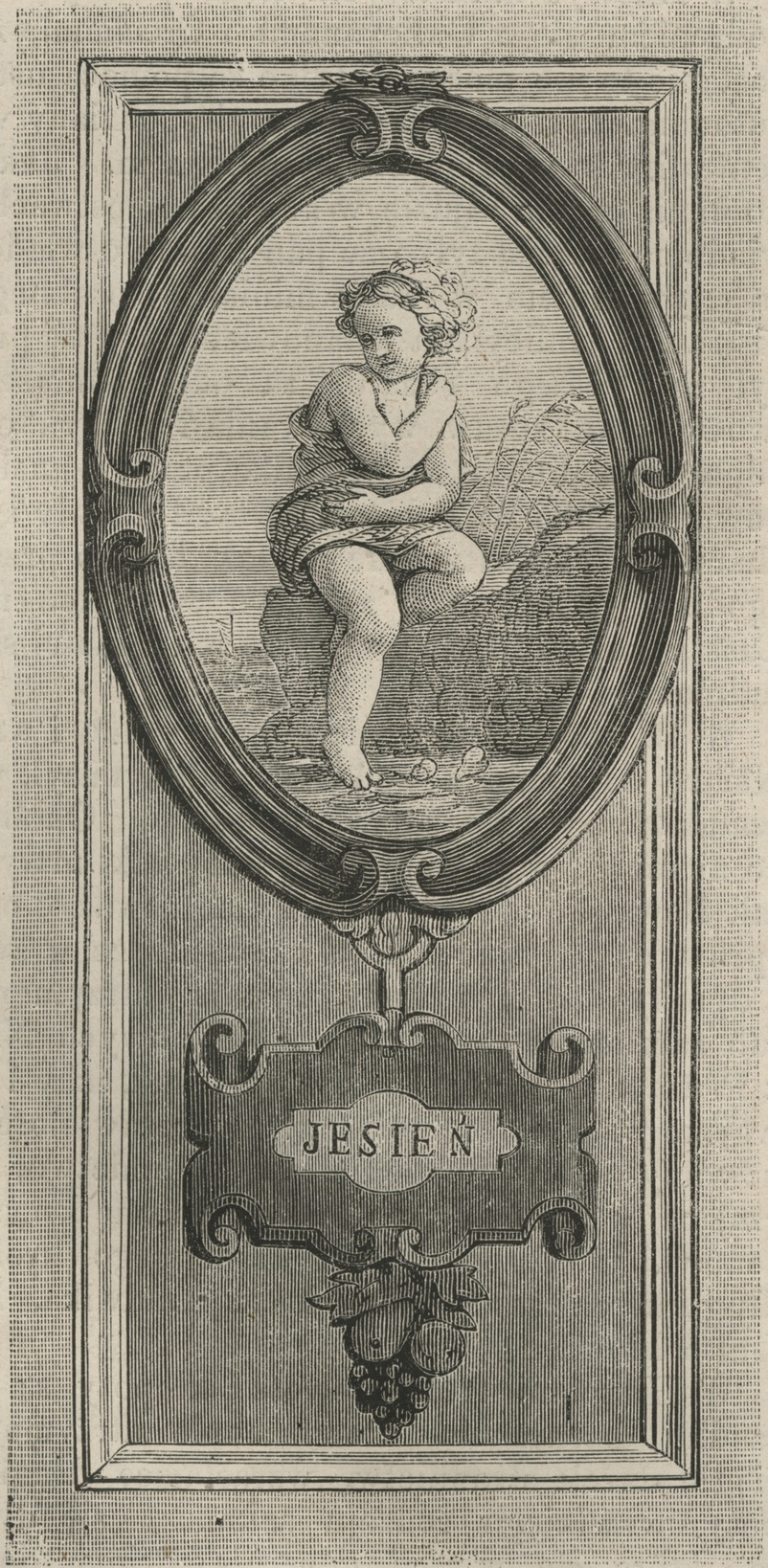
Jesień
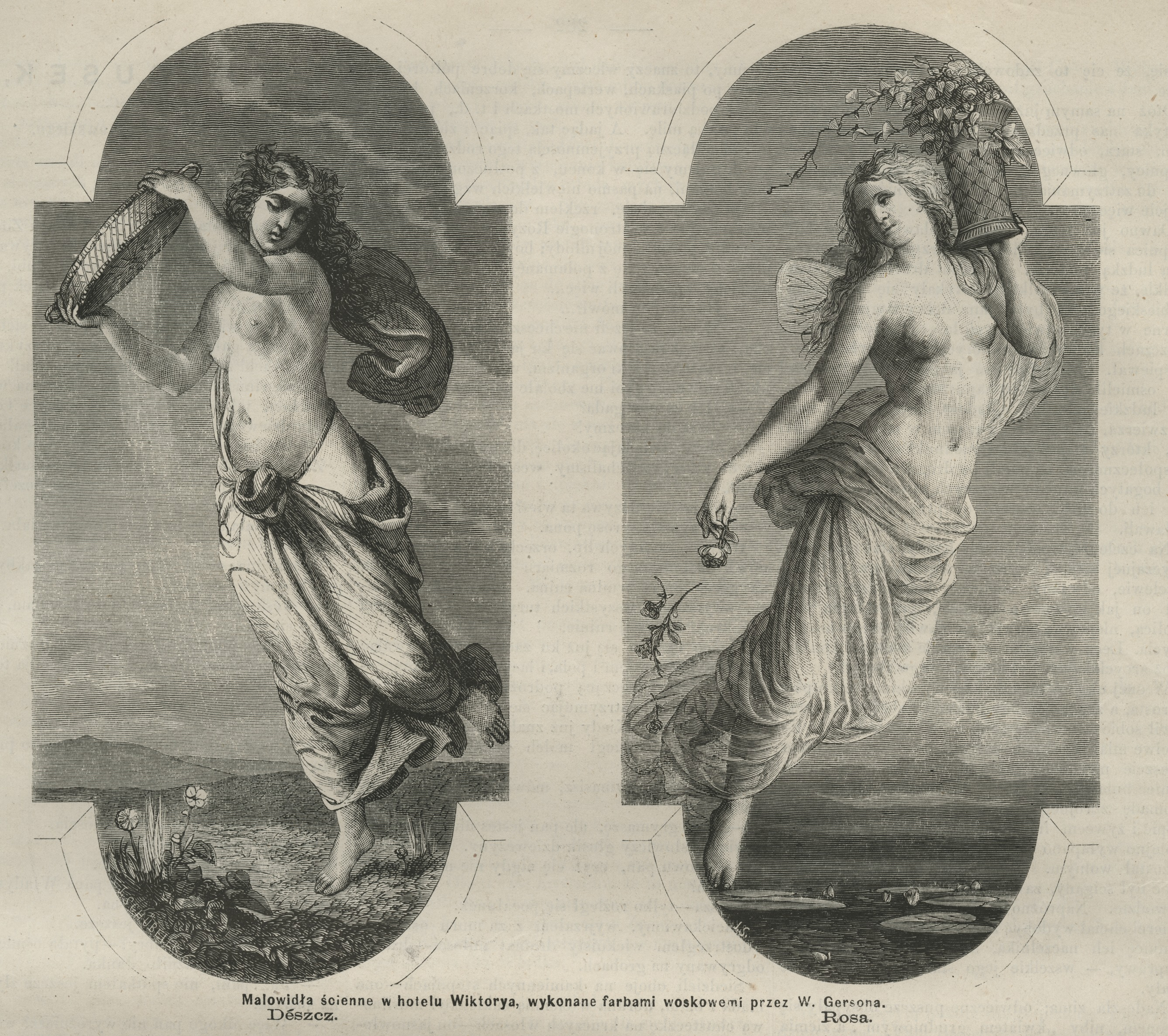
Deszcz
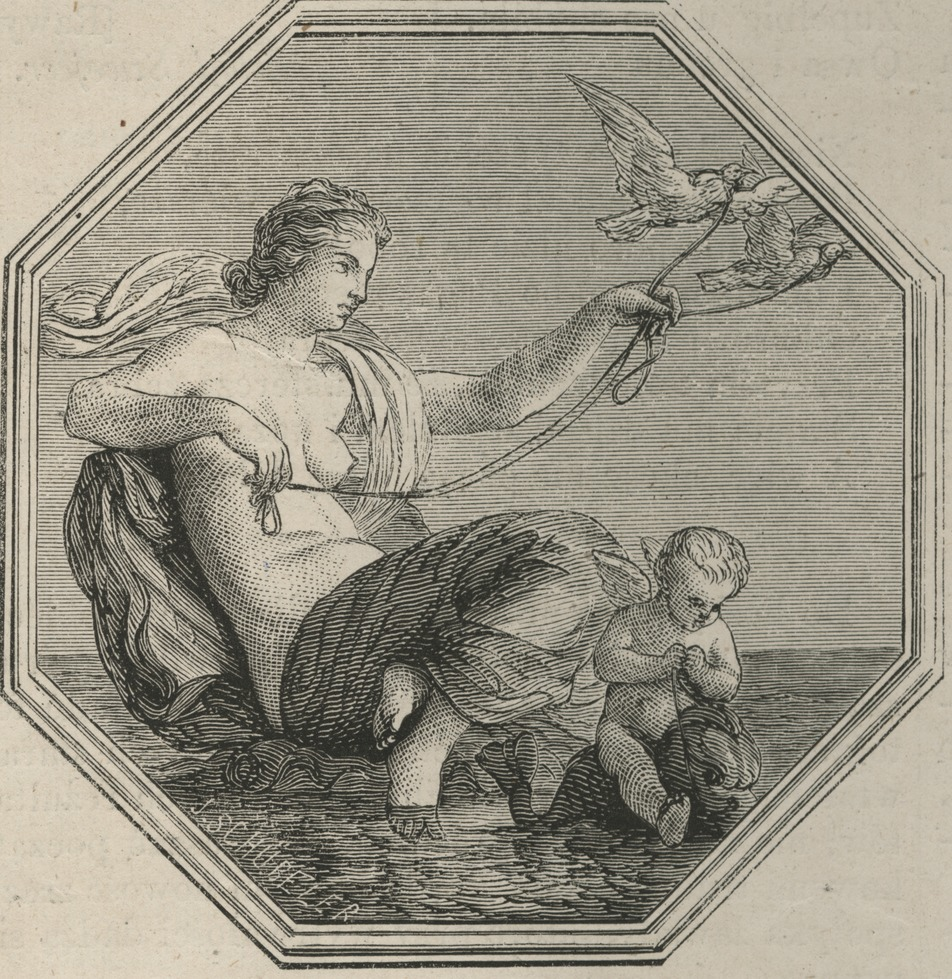
Kanał Sueski